# Champlain (Ontario)
Champlain es una ciudad al este de Ontario, Canadá, en el condado de Prescott y Russell y sobre el río Ottawa. 
Según el censo de Canadá de 2001:
- Población: 8,591
- % Cambio (1996-2001): 2.6
- Hogares: 3,444
- Área (km².): 207.18
- Densidad (personas por km².): 41.5

Los francófonos representan el 70% de la población.

## Municipios

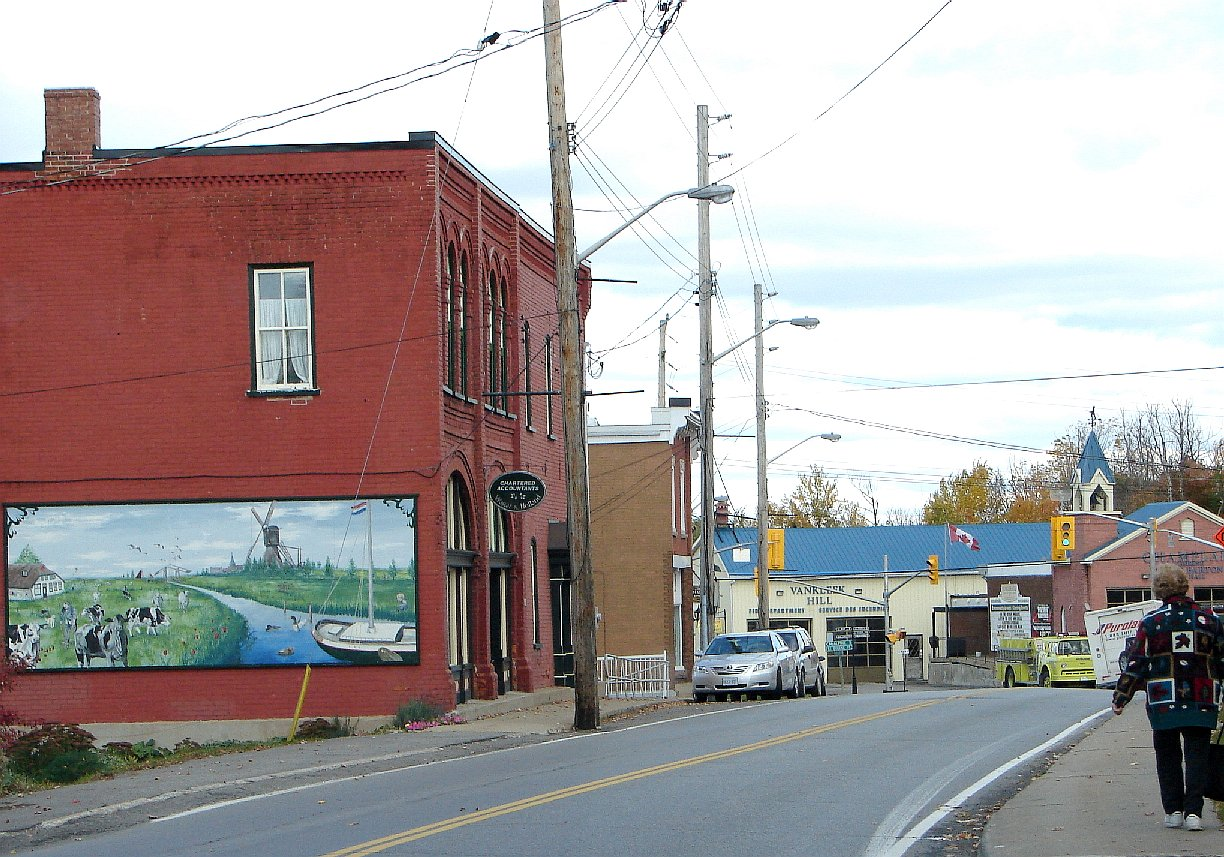
Vankleek Hill.

- Aberdeen
- Cassburn
- Green Lane
- Happy Hollow
- Henrys Corners
- L'Ange-Gardien
- L'Orignal
- Pleasant Corners
- Ritchance
- Riviera Estate
- Sandy Hill
- Springhill
- Vankleek Hill
- Vankleek Hill Station
- Village Lanthier

- Datos: Q2955911
- Multimedia: Champlain, Ontario / Q2955911